# Kunshan Football Club
El Kunshan Football Club (en chino: 昆山足球俱乐部) es un equipo de Fútbol de China que juega en la Super Liga China, la primera división nacional.

## Historia
Fue fundado el 12 de diciembre de 2014 en la ciudad de Zhenjiang de la provincia de Jiangsu con el nombre Zhenjiang Huasa por un grupo de aficionados del FC Barcelona y el nombre significaba Barsa Chino.
Debutaron en 2016 en la liga provincial, en la que el Zhenjiang Huasa terminó en sexto lugar de la fase nacional y logra el ascenso a la China League Two para 2017.
En diciembre de 2018 el Zhenjiang Huasa se muda a la ciudad Kunshan y pasa a llamarse Kunshan FC. Con el apoyo del municipio de Kunshan y el gobierno municipal que financiaba al club para tener estabilidad, terminó en noveno lugar y ganó 80310 aficionados con un promedio de asistencia de 5534 en la temporada 2019, logrando el ascenso a la Primera Liga China para 2020.

## Nombres
- 2014–2018 Zhenjiang Huasa F.C. 镇江华萨
- 2018– Kunshan F.C. 昆山FC

## Entrenadores
- Li Dong (2016–2017)
- Dragan Stančić (interino) (2017)
- Goran Miscevic (2017)
- Li Xiao (2017)
- Tang Jing (2018)
- Dragan Okuka (2019)
- Gao Yao (2019–)